# Hormogonium

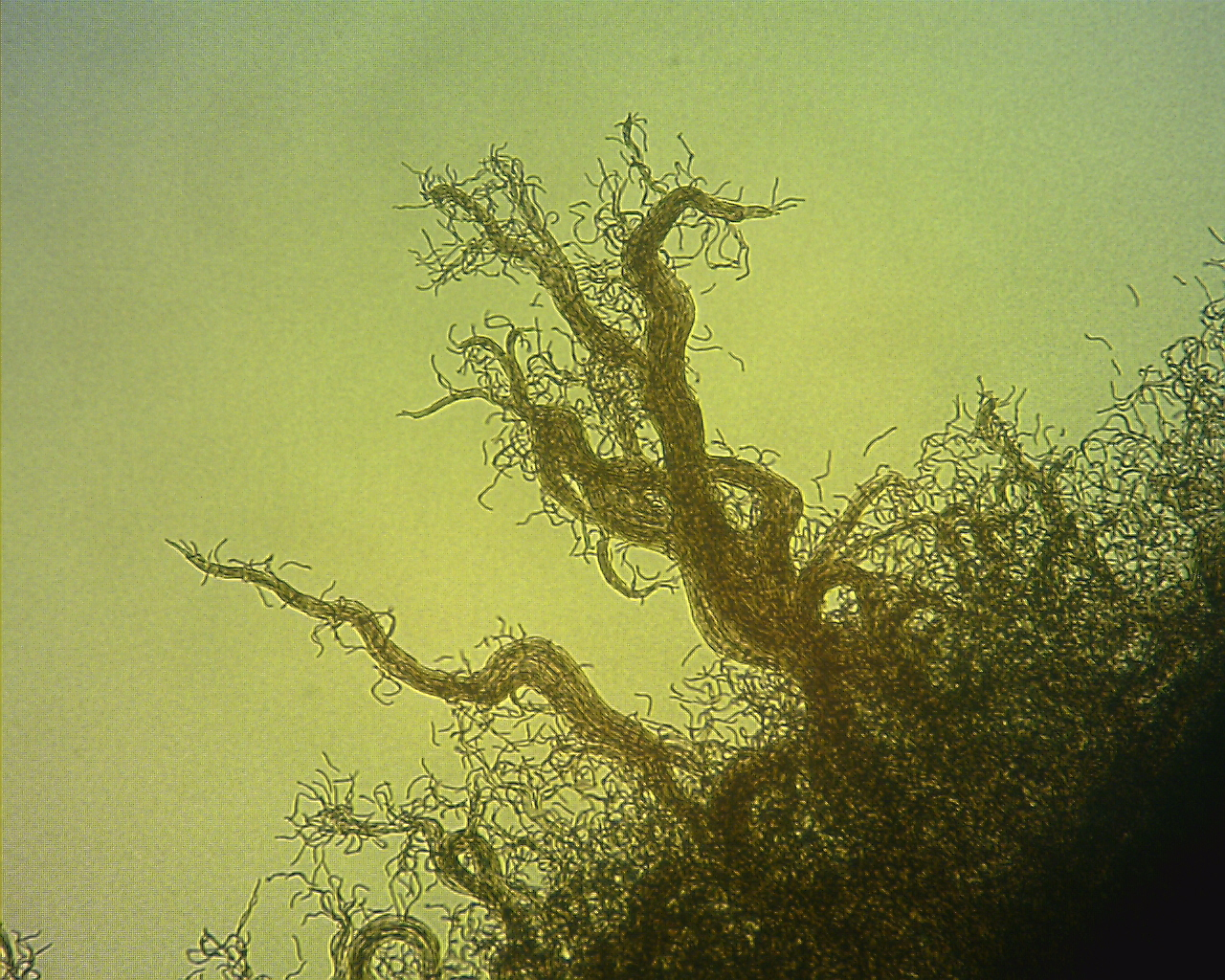
mikroskopický snímek hormogonií sinice rodu jednořadka (nostoc), zvětšeno 40x

Hormogonie (singulár hormogonium) jsou pohyblivá vlákna z buněk spojených slizem, která vytváří některé sinice z čeledi Nostocaceae. Hormogonie vznikají, když jsou sinice vystaveny stresu nebo umístěny do nového prostředí.
Vznik hormogonií je zásadní pro vývoj symbiózy mezi rostlinou a sinicemi (především z rodu Nostoc), jejíž speciální buňky (heterocyty) rostliny využívají k fixaci dusíku. Rostliny vylučují tzv. HIF (z hormogonium-inducing factor, faktor, který indukuje hormogonie), který způsobí dediferenciaci sinicových symbiontů na hormogonie. Asi po 96 hodinách se hormogonie změní zpět na vegetativní buňky, ale za tu dobu se hormogonie mohly dostat do nového rostlinného hostitele. Část buněk se změní na heterocysty a symbióza je na světě.
V závislosti na druhu mohou být hormogonie stovky mikrometrů na délku a mohou se pohybovat rychlostí až 11 μm/s. Pohybují se tzv. klouzavým pohybem (bacterial gliding), k němuž potřebují vlhký nebo viskózní substrát (jako agar).